# Bahialooftiran
De bahialooftiran (Phylloscartes beckeri) is een zangvogel uit de familie tirannen (Tyrannidae).

## Taxonomie
Het holotype is op 6 september 1992 verzameld door de Braziliaanse ornithologen Luiz Gonzaga Pedreira en Jose Fernando Pacheco en werd geleverd aan het Museum van Dierkunde van de Universiteit van São Paulo. Het holotype en de paratypen van de Bahialooftiran zijn gevonden in de buurt van de stad Boa Nova op een hoogte van 1000 m boven de zeespiegel. Beide soorten werden beschreven door Gonzaga & Pacheco in 1995 in het Bulletin of British Ornithologists' Club. Zij hebben deze vogel genoemd naar de Braziliaanse zoöloog Johann Becker (1932-2004).

## Kenmerken
De Bahialooftiran bereikt een lengte van 11,5 tot 12 centimeter en een gewicht van 7,5 tot 9 gram. De onderkant van het lichaam is grijs gekleurd. De vleugels zijn olijfgroen. De snavel en de iris zijn bruin.

## Verspreiding en leefgebied
Deze vogel is endemisch in Brazilië en komt daar voor in de staten Minas Gerais en Bahia. De ecoregio Chapada Diamantina in laatstgenoemde staat herbergt de grootste populatie. Het natuurlijke leefgebied van deze vogel zijn subtropische en tropische vochtige bergbossen op een hoogte van 900-1100 m boven de zeespiegel. 

## Status
De bahialooftiran heeft een beperkt verspreidingsgebied en daardoor is de kans op uitsterven aanwezig. De grootte van de populatie werd in 2016 door BirdLife International geschat op 3,5 tot 15 duizend individuen en de populatie-aantallen nemen af door habitatverlies. Het leefgebied wordt aangetast door ontbossing waarbij natuurlijk bos wordt gebruikt voor het maken van houtskool, beweiding en andere agrarische doeleinden. De vogel is formeel beschermd in het natuurpark Chapada Diamantina, maar ook daar is (illegale) houtkap niet ongewoon. Om deze redenen staat deze soort als bedreigd op de Rode Lijst van de IUCN.